# Mains of Rochelhill Farm

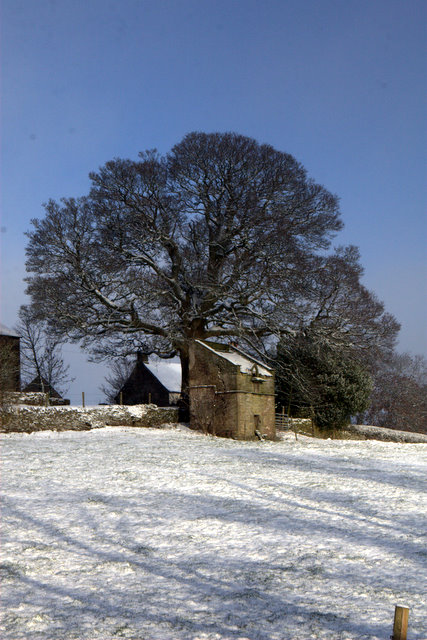
Das Taubenhaus mit dem Bauernhaus im Hintergrund

Die Mains of Rochelhill Farm ist ein Gehöft nahe der schottischen Ortschaft Glamis in der Council Area Angus. 1989 wurde das Bauernhaus in die schottischen Denkmallisten in der Denkmalkategorie B aufgenommen. Das zugehörige Taubenhaus ist hingegen als Denkmal der höchsten Kategorie A klassifiziert.

## Geschichte
Im Mittelalter zählte das Anwesen Rochelhill zu den Besitztümern des Clans Ogilvy. Ein am Standort befindliches Herrenhaus wurde zwischenzeitlich aufgelassen. 1689 übernahm Andrew Wright, Steinmetz der auf Glamis Castle residierenden Earls of Strathmore, das Anwesen, weshalb es auch zeitweise als Wrighthill bekannt war. Es scheint jedoch weiterhin eine Verbindung zu den Ogilvys bestanden zu haben, denn auf einem Türsturz ist ein Monogramm und am Taubenhaus das Clanwappen zu finden. Das Gehöft wurde im Jahre 1710 errichtet. Im Zeitraum zwischen dem späten 18. und dem frühen 19. Jahrhundert wurde das Gehöft erweitert. Später gehörte Rochelhill einem James Henderson und wurde vor 1871 von den Earls of Strathmore übernommen.

## Beschreibung
Der Bauernhof steht isoliert rund 1,5 Kilometer südwestlich von Glamis. Das zweistöckige Bauernhaus weist einen L-förmigen Grundriss auf. Die Fassaden des Bruchsteinbaus sind mit Harl verputzt. Seine südexponierte Hauptfassade ist symmetrisch aufgebaut und drei Achsen weit. Mittig tritt der Eingangsbereich aus der Fassade heraus. Auf einem Türsturz ist das Monogramm „TO IB“ zu lesen. Entlang der Fassaden sind im Wesentlichen vierteilige Sprossenfenster eingelassen. Der älteste Gebäudeteil ist mit grauem Schiefer eingedeckt.
Das Taubenhaus steht ein kurzes Stück südlich des Bauernhauses. Es wurde 1713 errichtet und ist weitgehend unverändert erhalten. Das Mauerwerk des kleinen länglichen Gebäudes mit abschließendem Pultdach besteht aus Bruchstein. Es läuft ein schlichtes Gurtgesims um. Das Dach ist mit regionalem Schiefer eingedeckt. An der Südostfassade ist eine Wappenplatte mit der Inschrift „HOP IN THE HEIST“ sowie die Jahresangabe 1565 zu finden. Das Gebäudeinnere ist nicht unterteilt. Es sind steinerne Nistkästen aufgereiht.